# Andrzej Stasiuk
Andrzej Stasiuk (ur. 25 września 1960 w Warszawie) – polski prozaik, poeta, dramaturg, eseista, publicysta, melorecytator i wydawca, laureat Nagrody Fundacji im. Kościelskich (1995), Nagrody Literackiej „Nike” (2005) i Nagrody Literackiej Gdynia (2010).

## Życiorys
Urodził się w Warszawie, ale rodzina ojca pochodziła z Podlasia i była częściowo unicka. Ukończył jedynie szkołę podstawową. Nie ukończył szkoły średniej, ponieważ został wydalony kolejno: z liceum zawodowego, technikum, zasadniczej szkoły zawodowej. Został wyrzucony ze szkoły za nieobecności i brak zainteresowania edukacją. W młodości najchętniej spędzał czas na ulicy ze znajomymi, ale poświęcał się też samodzielnemu poznawaniu literatury. Czytał m.in. Allena Ginsberga i Dylana Thomasa. We wczesnych latach 80. zaangażowany w działalność Ruchu Wolność i Pokój. Zdezerterował z wojska, za co półtora roku spędził w więzieniu (swoje przemyślenia z tego okresu zawarł później w broszurze Prison is Hell). Przed trafieniem do więzienia podjął próbę samobójczą. W 1986 wyjechał z Warszawy i osiedlił się w Czarnem  w Beskidzie Niskim, gdzie zamieszkał w jednym z domów po wysiedlonych Łemkach i opiekował się miejscową cerkwią. Kilka lat później przeniósł się do pobliskiego Wołowca.
Autor felietonów prasowych, publikowanych na łamach „Tygodnika Powszechnego”, „Gazety Wyborczej”, „Tytułu”, „Ozonu”, „Frankfurter Allgemeine Zeitung” i innych pism. Jego książki zostały przetłumaczone na języki obce, m.in. białoruski, angielski, fiński, francuski, niderlandzki, niemiecki, rosyjski, norweski, szwedzki, ukraiński, węgierski, włoski, czeski, rumuński.
Wystąpił w filmie Gnoje (1995) Jerzego Zalewskiego, będącym adaptacją Białego kruka.
26 stycznia 2018 roku ukazał się album studyjny Mickiewicz – Stasiuk – Haydamaky nagrany wspólnie z ukraińskim zespołem Haydamaky, na którym Stasiuk towarzyszy zespołowi melorecytując polskie teksty utworów Adama Mickiewicza (przy czym wokalista zespołu Ołeksandr Jarmoła śpiewa ukraińskie tłumaczenia poezji Mickiewicza). Album dotarł do 12. miejsca na polskiej liście sprzedaży OLiS. 26 listopada 2021 ukazał się album Opla Stasiuk Trzaska nagrany przez Mikołaja Trzaskę, Piotra Bukowskiego i Huberta Zemlera wraz ze Stasiukiem, który przy akompaniamencie improwizujących muzyków melorecytuje fragmenty modlitw i dziecięcych wspomnień.
Wraz z żoną Moniką Sznajderman prowadzi założone w 1996 roku Wydawnictwo Czarne, specjalizujące się w literaturze faktu, eseistyce, prozie oraz współczesnym reportażu.

## Twórczość
- Prison is hell[16], 1988.
- Mury Hebronu, 1992.
- Wiersze miłosne i nie, 1994.
- Biały kruk, 1995 (Nagroda Fundacji im. Kościelskich).
- Opowieści galicyjskie, 1995.
- Przez rzekę, 1996.
- Dukla, 1997 (nominacja do Nagrody Literackiej Nike 1998[17])
- Dwie sztuki (telewizyjne) o śmierci, 1998.
- Jak zostałem pisarzem (próba autobiografii intelektualnej), 1998.
- Dziewięć, 1999.
- Moja Europa. Dwa Eseje o Europie zwanej Środkową, 2000 (wraz z Jurijem Andruchowyczem).
- Tekturowy samolot, 2000 (nominacja do Nagrody Literackiej Nike 2001[18]).
- Opowieści wigilijne, 2000 (razem z Olgą Tokarczuk i Jerzym Pilchem).
- Zima, 2001 (nominacja do Nagrody Literackiej Nike 2002[19])
- Jadąc do Babadag, 2004 (nominacja do Śląskiego Wawrzynu Literackiego, maj 2005; Nagroda Literacka „Nike”, październik 2005).
- Noc. Słowiańsko-germańska tragifarsa medyczna, 2005 (nominacja do Nagrody Literackiej Nike 2006[20])
- Fado, 2006 (Nagroda Literacka im. Arkadego Fiedlera „Bursztynowy Motyl”).
- Ciemny las, 2007.
- Dojczland, 2007.
- Czekając na Turka, 2009.
- Taksim, 2009 (Nagroda Literacka Gdynia 2010[21])
- Dziennik pisany później, 2010 (książka znalazła się w finale Nagrody Literackiej Nike 2011[22]).
- Grochów, 2012 (nominacja do Nagrody Literackiej Gdynia 2013[23]).
- Nie ma ekspresów przy żółtych drogach, 2013 (nominacja do Nagrody Literackiej Nike 2014[24]).
- Wschód, 2014 (Nagroda Literacka m.st. Warszawy, nominacja do Nagrody Literackiej Nike 2015[25]).
- „Życie to jednak strata jest”. Andrzej Stasiuk w rozmowach z Dorotą Wodecką, Agora SA, Czarne, Warszawa 2015, ISBN 978-83-2682-217-9[26]
- Kucając, Wydawnictwo Czarne. Wołowiec 2015.
- Osiołkiem, Wydawnictwo Czarne. Wołowiec 2016.
- Kroniki beskidzkie i światowe, Wydawnictwo Czarne. Wołowiec 2018.
- Przewóz, Wydawnictwo Czarne. Wołowiec 2021 (nominacja do Nagrody Literackiej „Nike” 2022[27], Nagroda Literackiej m.st. Warszawy 2022 w kategorii proza[28], Nagroda Literacka Prezydenta Miasta Białegostoku im. Wiesława Kazaneckiego za 2021 w kategorii książka roku ex-aequo z Justyną Kulikowską[29], nominacja do Literackiej Nagrody Europy Środkowej „Angelus” 2022[30]).
- Rzeka dzieciństwa, Wydawnictwo Czarne. Wołowiec 2024[31].

## Kontrowersje
W tekście, który ukazał w listopadzie 2022 w „Tygodniku Powszechnym”, Stasiuk przyznał, że w młodości dręczył zwierzęta.

## Filmografia
- Gnoje (1995, film fabularny, reżyseria: Jerzy Zalewski)[33]
- Człowiek zwany „Świnia” (1999, film biograficzny, reżyseria: Aleksandra Czernecka, Dariusz Pawelec)[34]
- Zawód – podróżnik na południe. Andrzej Stasiuk (2009, film dokumentalny, reżyseria: Dariusz Pawelec)[35]

## Adaptacje
- Gnoje (film fabularny, 1995) – współautor scenariusza na podstawie powieści Biały kruk
- Wino truskawkowe (film fabularny, 2007) – autor scenariusza na motywach kilku opowiadań ze zbioru Opowieści galicyjskie
- Monolog o śmierci (spektakl telewizyjny, 2000)
- Muchy (spektakl telewizyjny, 2000)
- Mury Hebronu (słuchowisko radiowe, 2009) – na podstawie powieści pod tym samym tytułem

## Dyskografia
Albumy studyjne
| Rok  | Dane dot. albumu | Najwyższa pozycja na liście |
| Rok  | Dane dot. albumu | POL                         |
| ---- | --- | --------------------------- |
| 2018 | Mickiewicz – Stasiuk – Haydamaky (oraz Haydamaky) - Wydany: 26 stycznia 2018 - Wytwórnia: PUGU PUGU art / Agora SA - Format: CD, digital download | 12                          |
| 2021 | Opla Stasiuk Trzaska - Wydany: 26 listopada 2021 - Wytwórnia: Wydawnictwo Czarne - Format: CD, digital download                                   |                             |

## Nagrody i wyróżnienia
- Nagroda Fundacji Kultury (1994)
- Nagroda Fundacji im. Kościelskich (1995)
- Nagroda im. S.B. Lindego (2002)
- Nagroda im. Beaty Pawlak (2004) za Jadąc do Babadag
- Nagroda Literacka „Nike” (2005) za Jadąc do Babadag
- Nagroda im. Adalberta Stiftera (2005)[36]
- Srebrny Medal „Zasłużony Kulturze Gloria Artis” (2005)[37]
- Nagroda Bursztynowego Motyla im. Arkadego Fiedlera za Fado (2007)
- Nagroda Literacka Gdynia (2010) za Taksim[21]
- Doroczna Nagroda Ministra Kultury i Dziedzictwa Narodowego za rok 2011 w dziedzinie literatury[38]
- Płyta w Alei Pisarzy przy Miejskiej Bibliotece Publicznej im. Ł. Górnickiego w Oświęcimiu (2012)[39]
- Nagroda Literacka m.st. Warszawy w kategorii „proza” za książkę Wschód (2015)[40]
- tytuł Ambasadora Polszczyzny w Piśmie (2015)[41]
- Austriacka Nagroda Państwowa w dziedzinie literatury europejskiej (2016)[42]
- Gwiazda w Alei Gwiazd Literatury przed Miejską Biblioteką Publiczną w Mińsku Mazowieckim (2016)[43]
- Nagroda Literacka Prezydenta Miasta Białegostoku im. Wiesława Kazaneckiego za 2021 w kategorii książka roku za Przewóz (2022)[29]